# (73312) 2002 JN78
(73312) 2002 JN78 – planetoida z pasa głównego asteroid okrążająca Słońce w ciągu 3,62 lat w średniej odległości 2,36 j.a. Odkryta 11 maja 2002 roku.